# Cash Express
Pour les articles homonymes, voir Rat race (homonymie).
Pour plus de détails, voir Fiche technique et Distribution.
Cash Express (Rat Race) ou Course folle au Québec, est un film canado-américain réalisé par Jerry Zucker et sorti en août 2001.
De par son histoire rocambolesque, mais surtout, sa distribution exceptionnelle (Rowan Atkinson, John Cleese, Whoopi Goldberg, Cuba Gooding, Jr., Seth Green, Jon Lovitz, Breckin Meyer et Amy Smart), le film est considéré comme culte,.

## Synopsis
À Las Vegas, Donald Sinclair, le propriétaire excentrique de l'un des plus grands casinos de la ville, décide d'organiser un pari très spécial en compagnie de ses clients milliardaires, tous originaires des quatre coins du monde. Le concept est simple : ils choisissent douze clients parmi les nombreux qui défilent chaque jour et parient sur celui ou celle qui empochera les deux millions de dollars, cachés dans un sac à la consigne de la gare de Silver City, distant de 2 000 kilomètres. Pour la poignée de candidats concernés, commence alors une chasse au trésor effrénée et délirante où tous les coups sont permis…

## Fiche technique
- Titre : Cash Express
- Titre original : Rat Race
- Réalisation : Jerry Zucker
- Scénario : Andy Breckman
- Photographie : Thomas E. Ackerman
- Costumes : Ellen Mirojnick
- Musique : John Powell
- Production : Jerry Zucker
- Distribution : Paramount Pictures
- Genre : Comédie loufoque, aventure
- Durée : 112 min
- Dates de sortie[3] :
  -  États-Unis,  Canada : 17 août 2001
  -  Royaume-Uni : 11 janvier 2002
  -  France : 6 avril 2006 (directement en vidéo)

## Distribution
- John Cleese (VF : Michel Prud'homme ; VQ : Marc Bellier) : Donald P. Sinclair
- Breckin Meyer (VF : Antoine Nouel ; VQ : Michel M. Lapointe) : Nick Schaffer
- Cuba Gooding Jr. (VF : Bruno Dubernat, VQ : Pierre Auger)  : Owen Templeton
- Whoopi Goldberg (VF : Maïk Darah ; VQ : Carole Chatel) : Vera Baker
- Seth Green (VF : Yann Le Madic ; VQ : Sylvain Hétu) : Duane Cody
- Rowan Atkinson (VQ : Daniel Lesourd) : Enrico Pollini
- Jon Lovitz (VF : Érik Colin ; VQ : Jacques Lavallée) : Randall 'Randy' Pear
- Amy Smart (VQ : Sophie Léger) : Tracy Faucet
- Lanei Chapman (VF : Edwige Lemoine ; VQ : Hélène Mondoux) : Merrill Jennings
- Vince Vieluf : Blaine Cody
- Kathy Najimy (VF : Céline Duhamel ; VQ : Johanne Léveillé) : Beverly Pear
- Wayne Knight (VQ : François Sasseville) : Zack Mallozzi
- Dave Thomas (VQ : Jean-Marie Moncelet) : Harold Grisham
- Jillian Marie Hubert (VQ : Claudia-Laurie Corbeil) : Kimberly Pear
- Brody Smith : Jason Pear
- Andrew Kavovit (en) : Richie
- Paul Rodriguez (VQ : Manuel Tadros) : Gus le chauffeur de taxi
- Kathy Bates (VF : Denise Metmer) : La vendeuse d'écureuils
- Dean Cain (VQ : James Hyndman) : Shawn Kent
- Brandy Ledford (VQ : Élise Bertrand) : Vicky
- Gloria Allred : elle-même
- Silas Weir Mitchell : Lloyd
- Colleen Camp : une infirmière
- Deborah Theaker (en) : Lucy

## Statut de film culte
De par son histoire rocambolesque, mais surtout de par sa distribution exceptionnelle, comprenant : Rowan Atkinson, John Cleese, Whoopi Goldberg, Cuba Gooding, Jr., Seth Green, Jon Lovitz, Breckin Meyer et Amy Smart, le film est considéré comme culte,.